# Pečice, Brežice
Pečice este o localitate din comuna Brežice, Slovenia, cu o populație de 116 locuitori.